# عبد العزيز الغانم
الدكتور عبد العزيز الغانم ، وزير التربية والتعليم العالي في الكويت السابق 1998 - 1999.

## السيرة الشخصية
الدكتور عبد العزيز غانم عبد الوهاب الغانم ، تربوي وأكاديمي كويتي ، من مواليد دولة الكويت - القبلة ، حاصل علي الماجستير والدكتوراه من الولايات المتحدة الامريكية ، ووزير التربية والتعليم العالي السابق من 1998 - 1999 .

## التحصيل العلمي والمناصب
- مدرس بوزارة التربية 1969 - 1974.
- دراسة الماجستير في أمريكا 1974 - 1975 م.
- ملحق ومستشار ثقافي ورئيس مكتب لسفارة دولة الكويت بواشنطن 1976 - 1983م.
- انتدب مدير لمركز البحوث والمناهج بوزارة التربية 1983 إلى 1985 م.
- مدرس بقسم الإدارة والتخطيط التربوي في كلية التربية 1984 م.
- عميد لشئون الطلبة بجامعة الكويت 1990 - 1993م.
- استاذا مساعد إدارة وتخطيط تربوي 1992 م.
- عميدا لكلية التربية 1994 - 1997 م.

## وصلات خارجية
- موقع وزارة التربية